# Taiyaki

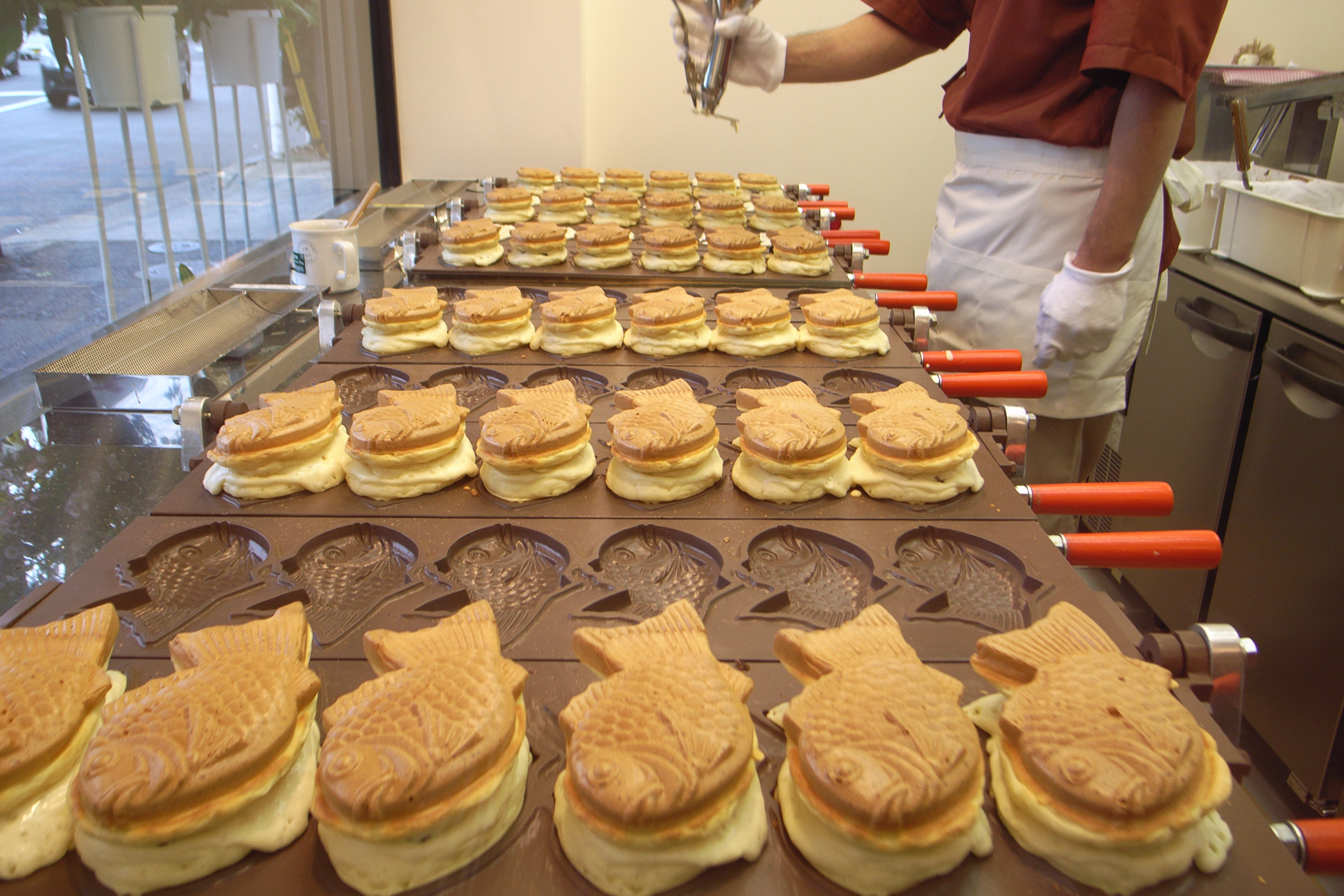
Preparazione dei taiyaki

Il taiyaki (たい焼き, letteralmente "orata al forno") è un dolce giapponese a forma di pesce.
Il suo ripieno più comune è l'anko, una pasta fatta di fagioli azuki zuccherati, ma altri ripieni possono essere crema, cioccolato, o formaggio. Alcuni negozi vendono il taiyaki con okonomiyaki, ripieno gyoza, o con una salsiccia dentro.
Il taiyaki viene preparato utilizzando il regolare impasto dei pancake o dei waffel. L'impasto viene versato nelle due parti dello stampo a forma di pesce, mentre il ripieno in una sola parte. Dopo di che lo stampo viene chiuso e cotto in tutti e due lati fino alla doratura del taiyaki. Il taiyaki fu per la prima volta cucinato nel ristorante "Naniwaya in Azabu", a Tokyo nel 1909, e adesso può essere trovato in tutto il Giappone specialmente nei supermercati e nelle fiere giapponesi ( 祭 "matsuri").
Il taiyaki è molto simile all'imagawayaki, da cui si pensa sia derivato, che sono spesse tortine rotonde ripiene con fagioli dolci azuki o crema.
In Corea del Sud, dove si sviluppò durante il periodo del dominio giapponese, è conosciuto col nome di Bungeo-ppang.